# Begraafplaats van La Chapelle-d'Armentières
De Begraafplaats van La Chapelle-d'Armentières is een gemeentelijke begraafplaats in de Franse gemeente La Chapelle-d'Armentières. De begraafplaats ligt aan het einde van de Rue du Cimetière, ongeveer 530 m ten noordoosten van het dorpscentrum (Sint-Vaastkerk) en heeft een lange smalle rechthoekige vorm.

## Britse oorlogsgraven
Vooraan op de begraafplaats bevindt zich een Brits militair perk met gesneuvelden uit de Eerste Wereldoorlog. Het telt 61 geïdentificeerde graven. Het perk werd ontworpen door William Cowlishaw en heeft een oppervlakte van 315 m². Centraal staat het Cross of Sacrifice. 
Tijdens de oorlog liep het front door La Chapelle-d'Armentières. Het dorp was het grootste deel van de oorlog in geallieerde handen. Alle graven, behalve een uit 1914 en een uit 1916 dateren uit 1915. 
Er liggen 60 Britten en 1 Canadees begraven. De graven worden onderhouden door de Commonwealth War Graves Commission en zijn daar geregistreerd onder La Chapelle d'Armentieres Communal Cemetery.

### Gefusilleerde militair
- Kanonnier William Jones van het 43rd Bty, Royal Field Artillery werd wegens desertie gefusilleerd op 20 april 1915.[1]